# Athanase de Charette

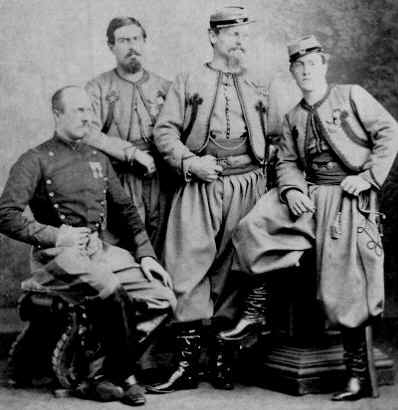
I fratelli de Charette (al centro Athanase) detti "I Moschettieri del Papa"

Athanase-Charles-Marie de Charette de la Contrie (Nantes, 3 settembre 1832 – Saint-Père, Ille-et-Vilaine, 9 ottobre 1911) è stato un militare francese, tenente colonnello comandante degli Zuavi pontifici, poi comandante della legione dei Volontari dell'Ovest nella guerra franco-prussiana del 1870.

## Biografia
Athanase-Charles-Marie de Charette de la Contrie nacque da una famiglia nobile di forti sentimenti religiosi, che poteva contare fra i suoi antenati l'eroe vandeano François-Athanase Charette de La Contrie (suo padre Charles de Charette de La Contrie ne era il nipote, mentre sua madre Louise, la contessa de Vierzon, era la figlia del duca di Berry e di Amy Brown Freeman).
Verso la metà degli anni '40 entrò all'Accademia militare di Torino, ma nel 1848 lasciò il Piemonte, non volendo servire nel suo esercito poiché in disaccordo con la politica liberale ed anticlericale che aveva intrapreso il paese. Passò allora a servire, nel 1852, il Duca di Modena, come sottotenente di un reggimento austriaco di stanza nel Ducato, ma in seguito decise di lasciare l'incarico per lo stesso motivo: non voleva servire uno stato tradendo i suoi principi e valori.
Legittimista quanto il suo antenato François de Charette, quando i suoi due fratelli chiesero di servire Francesco II per difendere il Regno delle Due Sicilie, decise di mettersi al servizio di Pio IX. Si arruolò quindi, nel maggio 1860, tra i franco-belgi (poi noti come Zuavi pontifici) e nella Battaglia di Castelfidardo mostrò la sua abilità nel combattere e il suo coraggio, venendo ferito.
I successivi dieci anni li passò servendo fedelmente Pio IX, dal quale venne nominato tenente colonnello e messo al comando degli Zuavi pontifici; come tale difese lo Stato Pontificio nel 1867 a Mentana contro Garibaldi e nel 1870 contro l'esercito di Vittorio Emanuele II. Quando però Roma cadde Charette decise di servire la Francia, nella guerra franco-prussiana, con la stessa divisa da zuavo pontificio: l'Esercito francese accettò la proposta e gli fece fondare la "Legione dei Volontari dell'Ovest". Il loro vessillo portava le parole: "Coer de Jesus, sauvez la France!" ("Cuore di Gesù, salvate la Francia!"). Charette consacrò a Nantes la Legione con queste parole:
Nonostante il ministro della guerra avesse proposto di far entrare gli Zuavi pontifici nell'Esercito Regolare, de Charette non accettò la proposta spiegandone il motivo con l'ultimo Ordine del Giorno, del 13 agosto 1871:
Continuando a essere monarchico, non accettò l'elezione a deputato. Morì il 9 ottobre 1911 a Basse-Motte (Ille-et-Vilaine).

## Ascendenza
|                                                  |                     |                                               | Genitori                             |  |  | Nonni |  |  | Bisnonni                            |  |  | Trisnonni                   |  |
|                                                  |                     |                                               |                                      |  |  |       |  |  | Michel-Louis-Charette de La Contrie |  |  | René Charette de La Contrie |  |
|                                                  |                     |                                               |                                      |  |  |       |  |  | Michel-Louis-Charette de La Contrie |  |  | René Charette de La Contrie |  |
|                                                  |                     | Marthe Fleuriot de l'Omblepied                |                                      |  |  |       |  |  | Michel-Louis-Charette de La Contrie |  |  |                             |  |
| Louis-Marin de Charette de La Contrie            |                     |                                               |                                      |  |  |       |  |  | Michel-Louis-Charette de La Contrie |  |  |                             |  |
|                                                  |                     | Marie-Anne de La Garde de Monjeu              | Jacques Joseph de La Garde de Monjeu |  |  |       |  |  |                                     |  |  |                             |  |
|                                                  |                     | Marie-Anne de La Garde de Monjeu              | Jacques Joseph de La Garde de Monjeu |  |  |       |  |  |                                     |  |  |                             |  |
|                                                  |                     | Marie-Anne de La Garde de Monjeu              | Jeanne du Faget                      |  |  |       |  |  |                                     |  |  |                             |  |
| Charles-Athanase-Marie de Charette de La Contrie |                     | Marie-Anne de La Garde de Monjeu              |                                      |  |  |       |  |  |                                     |  |  |                             |  |
|                                                  |                     | Louis Loisel de La Ricardelais                | Jacques Loisel de La Ricardelais     |  |  |       |  |  |                                     |  |  |                             |  |
|                                                  |                     | Louis Loisel de La Ricardelais                | Jacques Loisel de La Ricardelais     |  |  |       |  |  |                                     |  |  |                             |  |
|                                                  |                     | Louis Loisel de La Ricardelais                | Marguerite Gazet                     |  |  |       |  |  |                                     |  |  |                             |  |
| Marie-Jeanne Loisel de La Tourmissinière         |                     | Louis Loisel de La Ricardelais                |                                      |  |  |       |  |  |                                     |  |  |                             |  |
|                                                  |                     | Urbaine Françoise Ernoul de La Tourmissinière | François Ernoul de La Tourmissinière |  |  |       |  |  |                                     |  |  |                             |  |
|                                                  |                     | Urbaine Françoise Ernoul de La Tourmissinière | François Ernoul de La Tourmissinière |  |  |       |  |  |                                     |  |  |                             |  |
|                                                  |                     | Urbaine Françoise Ernoul de La Tourmissinière | Marie Le Horeau                      |  |  |       |  |  |                                     |  |  |                             |  |
| Athanase-Charles-Marie de Charette de La Contrie |                     | Urbaine Françoise Ernoul de La Tourmissinière |                                      |  |  |       |  |  |                                     |  |  |                             |  |
|                                                  | Charles X de France | Louis-Ferdinand de Bourbon-France             |                                      |  |  |       |  |  |                                     |  |  |                             |  |
|                                                  | Charles X de France | Louis-Ferdinand de Bourbon-France             |                                      |  |  |       |  |  |                                     |  |  |                             |  |
|                                                  | Charles X de France | Maria Josepha von Sachsen                     |                                      |  |  |       |  |  |                                     |  |  |                             |  |
| Charles-Ferdinand de Bourbon-France              | Charles X de France |                                               |                                      |  |  |       |  |  |                                     |  |  |                             |  |
|                                                  |                     | Maria Teresa di Savoia                        | Vittorio Amedeo III di Savoia        |  |  |       |  |  |                                     |  |  |                             |  |
|                                                  |                     | Maria Teresa di Savoia                        | Vittorio Amedeo III di Savoia        |  |  |       |  |  |                                     |  |  |                             |  |
|                                                  |                     | Maria Teresa di Savoia                        | María Antonia de Borbón-España       |  |  |       |  |  |                                     |  |  |                             |  |
| Louise Marie Charlotte de Bourbon                |                     | Maria Teresa di Savoia                        |                                      |  |  |       |  |  |                                     |  |  |                             |  |
|                                                  |                     | Joseph Brown                                  | …                                    |  |  |       |  |  |                                     |  |  |                             |  |
|                                                  |                     | Joseph Brown                                  | …                                    |  |  |       |  |  |                                     |  |  |                             |  |
|                                                  |                     | Joseph Brown                                  | …                                    |  |  |       |  |  |                                     |  |  |                             |  |
| Amy Brown                                        |                     | Joseph Brown                                  |                                      |  |  |       |  |  |                                     |  |  |                             |  |
|                                                  |                     | Mary Ann Deacon                               | …                                    |  |  |       |  |  |                                     |  |  |                             |  |
|                                                  |                     | Mary Ann Deacon                               | …                                    |  |  |       |  |  |                                     |  |  |                             |  |
|                                                  |                     | Mary Ann Deacon                               | …                                    |  |  |       |  |  |                                     |  |  |                             |  |
|                                                  |                     | Mary Ann Deacon                               |                                      |  |  |       |  |  |                                     |  |  |                             |  |